# Мадагаскарские сухие лиственные леса
Мадагаскарские сухие лиственные леса — экорегион сухих тропических широколиственных лесов, произрастающих вдоль западного побережья острова Мадагаскар. Длительная изоляция Мадагаскара от остального мира определила неповторимость облика и его сухих тропических лесов Их флора и фауна являются одними из самых богатых и своеобразных в мире, характеризуется большим количеством эндемичных видов, родов и семейств.

## Климат
Климат экорегиона сухой тропический, сухой сезон может продолжаться 8 месяцев, дожди выпадают с октября по апрель. Температуры варьируют от 30°—33 °C до 8°—21 °C. Годовое количество осадков составляет от 1500 мм на севере до 1000 мм на юге.

## Структура леса
Эти леса в целом листопадные, характеризуются обилием относительно тяжёлой опавшей листвы. На структуру, видовой состав и высоту лесов большое влияние оказывают почвы. Так на наиболее плодородных почвах произрастают более высокие леса, высота деревьев составляет 10—15 м. На песчаных почвах деревья вырастают до 10—12 м, а на скальных произрастают только низкорослые леса. Основные лесообразующие породы принадлежат семействам Leguminosae, Bignoniaceae, Euphorbiaceae, Sapindaceae и Anacardiaceae. В кустарнике широко представлены семейства Leguminosae и Rubiaceae. В этом ярусе разнообразны лианы семейства Asclepiadaceae. Травяной покров развит слабо, однако в некоторых лесах можно встретить ковёр из орхидей Lissochilus.